# عملية مموهة
العملية المموهة أو العملية المغطاة (بالإنجليزية: Covert Operation) هي نشاط ذا بعد عسكري أو استخباراتي أو سياسي، يتم القيام به بطريقة تخفي أو تحافظ على سرية القائمين عليها وأحيانا منفذيها. وبينما من الممكن أن يعرف العدو بالعملية، وأحيانا العالم كله، إلا أن الهدف الأساسي من تلك العمليات أن لا يتمكن أحد من تتبع الأطراف المسئولة عنها، أو إثبات تلك المسؤولية عليهم في أسوأ الحالات.

## تطبيق القانون
العمليات السرية أو المموهة مثل عمليات التجسس التي تقوم بها مجموعات الجريمة المنظمة، تتم مواجهتها من قبل وكالات تطبيق القانون لضبط وكشف الجرائم، وجمع المعلومات عن عمليات القبض على منفذيها وتقديمهم للمحاكمة.

## الاستخبارات العسكرية والسياسة الخارجية
العملية المموهة مُعرَّفة في قاموس وزارة الدفاع للمصطلحات العسكرية والملحقة بأنها «عملية تم التخطيط لها وتنفيذها بحيث تخفي شخصية راعيها أو تسمح بإنكاره لها أو تحويل العبء على قيادات أصغر. وتختلف العملية المموهة عن عملية سرية بأنها تهدف إلى إخفاء شخصية المسؤولين عن العملية بدلا من إخفاء أمر العملية ككل».
(بالإنجليزية: "An operation that is so planned and executed as to conceal the identity of or permit plausible denial by the sponsor. A covert operation differs from a clandestine operation in that emphasis is placed on concealment of identity of sponsr rather than on concealment of the operation.").
- تم استخدام هذا التعريف الخاص بوزارة دفاع الولايات المتحدة من قبل الولايات المتحدة والناتو منذ الحرب العالمية الثانية.

في العملية المموهة، يتم إخفاء شخصية رعاة العملية، بينما في العملية السرية يتم إخفاء أمر العملية نفسها.
يتم توظيف العمليات المموهة في المواقف التي يكون فيها التعامل المباشر مع هدف ما غير مفيد. وتكون تلك العمليات غير قانونية بشكل عام في الدولة المستهدفة، بل ومخالفة أيضا لقوانين الدولة الراعية لها في أغلب الأوقات.
مثل تلك العمليات من الممكن أن توجه أيضا إلى الحلفاء أو الأصدقاء لتأمين دعمهم لجزئيات مثار حولها الجدل في السياسات الخارجية في العالم. ومن الممكن أن تتضمن تلك العمليات أعمال التخريب أو الاغتيال أو الانقلاب أو التدخل في الأمور الداخلية. من التكتيكات المتضمنة للقيام بكل ذلك المنظمات الواجهة والأعلام الخاطئة.
يكون أحيانا نشاط المنظمات الراعية للعمليات المموهة شبيها ب أو يتداخل مع نشاط المنظمة الواجهة. وبينما تكون المنظمة الخفية تحت الغطاء ذات طبيعة عسكرية أو فوق عسكرية بشكل عام، مثل مدرسة النقل الجوي الألمانية في العهد النازي، إلا أن الخط بين المنظمتين يتشوه في حالة أن تكون المنظمة الواجهة نفسها مرتبطة ببعض الأنشطة الإرهابية والجريمة المنظمة.

## أمثلة
- قيادة المساعدة العسكرية، فيتنام - مجموعة الدراسات والمتابعة - Military Assistance Command, Vietnam - Studies and Observations Group[الإنجليزية]
- عملية غضب الله - عملية غضب الله
- كوإنتلبرو - COINTELPRO (Counter Intelligence Program)
- خطة هيوستن - Huston Plan[الإنجليزية]
- قضية إيران - كونترا
- مشروع مكولترا - مشروع إم كي ألترا
- عملية فوضى - Operation CHAOS[الإنجليزية]
- حرب تحرير بنغلاديش - حرب تحرير بنغلاديش

## مشاهير
يعرف عن أولئك الأشخاص قيامهم بالمشاركة في عمليات مموهة، وذلك باعترافهم الشخصي أو اعتراف آخرين ذوي صلة.

## العمليات السرية في الثقافة العامة
تم تناول العمليات السرية كمواضيع في العديد من الروايات والأفلام ومسلسلات التلفزيون والقصص المصورة إلخ. منها هذه الأمثلة:
- في مسلسل بريزون بريك، تم تناول المفهوم الأمريكي لمنظمة تقوم بعمليات سرية غير شرعية في المسلسل وكانت تحمل اسم «الشركة» (The Company).
- تناولت سلاسل روايات وأفلام جيمس بوند التي قام بتأليفها إيان فليمنج عميلا سريا للمخابرات البريطانية يقوم بالعديد من العمليات السرية التابعة لجهازه لمواجهة منظمات مختلفة تقوم بعمليات إرهابية أو بتهريب السلاح أو المخدرات إلخ...
- في فيلم مافيا المصري، تم تناول نفس المفهوم حيث تدور أحداث الفيلم حول منظمة تقوم بعمليات إرهابية وكانت أحدها اغتيال البابا أثناء زيارته لمصر، وقامت المخابرات المصرية بمقاومة المنظمة وإفشال تنفيذ العملية.
- صدرت العديد من روايات وسلاسل الجيب للشباب في العالم العربي التي تتناول تلك المواضيع مثل المغامرون الخمسة ورجل المستحيل والمكتب 17 والشياطين ال13. ومن ثم قامت العديد من المحاولات لتحويلها إلى أفلام سينمائية مثل فيلم الشياطين (فيلم).